# Pseudovertagus
Pseudovertagus là một chi ốc biển, là động vật thân mềm chân bụng sống ở biển trong họ Cerithiidae.

## Các loài
Các loài trong chi Pseudovertagus bao gồm:
- Pseudovertagus aluco (Linnaeus, 1758)[2]
- Pseudovertagus clava (Gmelin, 1791)[3]
- Pseudovertagus nobilis (Reeve, 1855)[4]
- Pseudovertagus peroni Wilson, 1975[5]
- Pseudovertagus phylarchus (Iredale, 1929)[6]
- Pseudovertagus elegans Bozzetti, 2006[7]